# Caetano Gaspar de Almeida e Noronha
Caetano Gaspar de Almeida e Noronha Portugal Camões de Albuquerque Moniz e Sousa (Lisboa, Socorro, 12 de março de 1820 — Lisboa, 1 de junho de 1881), 8.º marquês de Angeja, 3.º conde de Peniche e 19.º senhor de Vila Verde, conhecido na vida política e social por Conde de Peniche, foi um aristocrata, bacharel em Direito pela Universidade de Coimbra e influente político ligado aos setores mais radicais do populismo e do putschismo português do período da Regeneração. Foi par do reino, ministro de Estado e enviado extraordinário e ministro plenipotenciário de Portugal junto das cortes da Bélgica e dos Países Baixos.

## Biografia
Nasceu em Lisboa no seio de uma família da alta aristocracia, filho de D. Manuel Lourenço de Almeida e Noronha, 2.º conde de Peniche, e de sua mulher Isabel Teles da Silva, filha dos marqueses de Penalva. Foi 3.° conde Peniche, em verificação de vida concedida no mesmo título por decreto de 9 de março de 1824, em remuneração dos serviços de seu pai, e dos de sua tia, Teresa de Almeida Noronha, que fora dama da rainha D. Carlota Joaquina, cedidos pelo pai desta senhora ao seu herdeiro, D. Caetano de Noronha, o 1.º conde de Peniche, por termo datado de 28 de fevereiro de 1824. Para além desses títulos, sucedeu a sua prima, D. Maria do Carmo de Noronha Camões Albuquerque Moniz e Sousa, 7.ª marquesa de Angeja e 10.ª condessa de Vila Verde, a 15 de julho de 1833. Foi 26.° administrador do morgado de Vila Verde dos Francos, do solar dos Noronhas e dos vínculos de Camões, de Albuquerque, de Moniz e de Sousa.
Seguiu o percurso educativo típico dos jovens aristocratas da época, completando o curso de instrução secundária na aula régia do padre Manuel de Freitas, no Mosteiro de São Vicente de Fora dos Cónegos Regrantes de Santo Agostinho, e depois na Congregação do Oratório e no Convento da Trindade. Ao longo deste percurso escolar teve por condiscípulos, em diversas aulas, Carlos Zeferino Pinto Coelho, José da Silva Mendes Leal, Henrique Teixeira de Sampaio, Vitorino de Avelar Teles, Henrique Morley e outros homens que se tornaram depois distintos nas ciências e nas letras.
Terminados os estudos preparatórios, matriculou-se em 1838 na Faculdade de Direito da Universidade de Coimbra, na qual foi estudante distinto. Formou-se em 1842 e em 18 de outubro desse ano entrou para a Associação dos Advogados de Lisboa e foi inscrito no Tribunal da Relação como advogado dos auditórios da comarca. Durante o curso alistou-se no Batalhão Académico de 1846, no qual teve o posto de major.
Cabralista, a 22 de agosto de 1849 foi nomeado governador civil do Distrito de Évora, cargo que exerceu até 1851, ano em que foi demitido em resultado da queda do governo presidido pelo marechal Saldanha em consequência da vitória do movimento da Regeneração. Durante o seu mandato como governador civil conseguiu controlar pacificamente uma insurreição do Regimento de Infantaria n.º 11, na verdade tolerando, senão mesmo apoiando veladamente, o pronunciamento anti-governamental que então ocorreu.
A 18 de julho de 1853 prestou juramento e tomou posse na Câmara dos Pares como par do reino por sucessão de seu avô, João de Noronha Camões de Albuquerque Sousa Moniz, o 6.° marquês de Angeja, que fora feito par do reino com direito a sucessão por D. Pedro IV, por carta régia de 30 de abril de 1826, mas que não tomara posse do lugar por discordar do regime constitucional. Na Câmara dos Pares serviu durante alguns anos de secretário e pertenceu às comissões de administração pública e legislação. Também integrou diversas comissões de inquérito nomeadas pela Câmara dos Pares, entre as quais: a que investigou o processo de concessão do caminho-de-ferro de Lisboa ao Carregado; a que sindicou os atos do governo para reprimir os tumultos que ocorreram em Lisboa no mês de dezembro de 1861, na sequência da morte do rei D. Pedro V e dos seus irmãos os infantes D. João de Bragança, duque de Beja e D. Fernando de Bragança; e a que investigou a administração do Hospital de São José quando era Ministro do Reino Fontes Pereira de Melo.
Na vida política era próximo de Rodrigo da Fonseca Magalhães, tendo aderido ao Partido Regenerador, do qual foi militante destacado e dirigente. Notabilizou-se no campo regenerador, sendo uma das figuras de referência do partido a nível parlamentar e social. Nessa condição, participou em 1865 no processo de formação do Governo da Fusão, uma grande coligação de bloco central entre o Partido Histórico e o Partido Regenerador, processo liderado por Rodrigues Sampaio e pelo duque de Loulé. Contudo, entrou rapidamente em rotura com o governo de coligação, especialmente quando em maio de 1866 nele entraram Martens Ferrão e José Maria do Casal Ribeiro, o conde de Casal Ribeiro.
Entretanto, aderiu à Maçonaria, assumindo o nome simbólico de Cúrsio, e foi eleito grão-mestre do Grande Oriente de Portugal em 24 de novembro de 1863, cargo que exerceu até 1867, mas também na organização maçónica vai assumindo posições progressivamente contenciosas, acabando por ser expulso por incumprimento de deveres.
A posição de vigorosa oposição ao Governo da Fusão, a que aliava um discurso progressivamente mais populista, valeu-lhe grande fama e influência política, particularmente entre as massas populares, de tal maneira que nas eleições de 1867 constitui um grupo oposicionista dito liberal-progressista que conseguiu que Joaquim Tomás Lobo de Ávila, mais tarde conde de Valbom, escudado na sua influência, fosse eleito deputado por um círculo de Lisboa, numa luta renhida e por um grande número de votos, derrotando todos os meios de influência eleitoral do governo fusionista. A partir dessa quebra da relação partidária, a posição do conde de Peniche, e dos seus amigos e seguidores, foi-se progressivamente extremando na oposição ao governo, abandonando progressivamente as soluções parlamentares e tendendo para o combate político de rua e para as soluções golpistas (ou putschistas), num contexto de populismo que unia as franjas contestatárias mais à direita e mais à esquerda do espectro político de então.
Iniciou, com os seus seguidores, que ficariam conhecidos pelo epíteto dos amigos do Peniche, um conjunto de grandes comícios de rua (ao tempo designados pelo anglicismo de meetings), voltados para o fomento da oposição popular ao governo fusionista numa abordagem populista de crescente radicalismo. O maior destes comícios, realizado no Campo de Santana, em Lisboa, em março de 1867, foi presidido por António de Oliveira Marreca, e congregou o apoio de um grupo alargado de políticos, entre os quais o duque de Loulé, Lobo de Ávila, o marquês de Niza, José Maria Eugénio, o barão de Vila Nova de Foz Côa e Manuel de Jesus Coelho. Este grande comício, que ficou conhecido pelo meeting do Campo de Sant'Ana, foi replicado em várias cidades, com destaque para o Porto e Portalegre, tendo o conde de Peniche como principal impulsionador.
Neste contexto de crescente contestação popular e de apelo ao populismo e à rejeição das elites governativas, o catalisador da revolta foi a tentativa de reforma fiscal que introduzia um novo regulamento do imposto de consumo, a que se associava o descontentamento provocado em diversos sectores da sociedade pela Lei da Administração Civil de 26 de junho de 1867, cujo mapa final de divisão do território foi publicada a 10 de dezembro de 1867, documento que ficaria conhecido pelo Código de Martens Ferrão, o qual interferia com a divisão territorial existente e contendia com o arreigado municipalismo existente na generalidade do país. 
Para alargar essa resistência fizeram-se comícios e manifestações de rua diversa, dos quais o maior foi o comício (o meeting na linguagem política da época) de 29 de dezembro de 1867, dia em que António Rodrigues Sampaio fora eleito vereador, com o maior número de votos, da Câmara Municipal de Lisboa. Desse comício saiu uma comissão que no dia 31 de dezembro foi apresentar as reivindicações ao presidente do Conselho de Ministros, Fontes Pereira de Melo, com destaque para os protestos contra o regulamento do imposto de consumo. Igual protesto foi feito em audiência concedida pelo rei no 1 de janeiro.
O resultado foi a revolta da Janeirinha, um movimento contestatário que eclodiu a 1 de janeiro de 1868 como protesto às leis que criavam o referido imposto de consumo e às procediam à reforma administrativa do território. Esta contestação, que teve grande adesão nas cidades de Lisboa, Porto e Braga, levou à queda do governo no dia 4 de janeiro imediato. Nesse dia 1 de janeiro de 1868 ocorreu também uma grande manifestação no Porto, facto que veio a dar origem ao título do jornal portuense O Primeiro de Janeiro.
O resultado foi a formação de um novo governo, o 28.º governo da Monarquia Constitucional, presidido pelo açoriano António José de Ávila, mais tarde duque de Ávila e Bolama. Esta alteração governativa, segundo alguns autores, marca o fim da Regeneração. Apesar de ser o resultado de uma onda de contestação de que um dos principais líderes era o conde de Peniche (e os penicheiros), o novo governo opôs tenaz resistência ao conde de Peniche e aos autores da Janeirinha. O governo durou de 4 de janeiro a 22 de julho de 1868, tendo em junho sido decretada uma amnistia que pôs termo aos processos que haviam sido instaurados contra os sublevados que originaram os acontecimentos que tinham conduzido à Janeirinha. Ao longo deste período, o conde de Peniche foi-se progressivamente afastando de Lobo de Ávila, com quem entra e ruptura em março de 1868.
Para além da queda do governo, a Janeirinha originou um novo arranjo das forças políticas, que levou à formação de um novo partido político, o Partido Reformista, e abriu caminho a um novo e prolongado período de instabilidade governativa, pondo fim à estabilidade imposta pelo movimento regenerador.
Numa tentativa de apaziguamento, ao governo de António José de Ávila sucedeu um ministério presidido pelo marquês de Sá da Bandeira, o 29.º governo da Monarquia Constitucional, no qual o principal peso político era António Alves Martins, o bispo de Viseu. O conde de Peniche apoiara esta solução, aliando-se a José Alves da Silva em janeiro de 1869, quando o Partido Histórico, querendo opor-se, elegera presidente José da Silva Mendes Leal. Este apoio durou quinze dias, e o conde de Peniche, concluindo que o bispo de Viseu não satisfazia os compromissos políticos que assumira, passou a opor-se à solução governativa, contribuindo para a queda do governo por meio de vários comícios, entre os quais avultou um realizado na Junqueira, no palácio de José de Menezes e Távora Rappach da Silveira e Castro, o marquês de Valada. O conde de Peniche liga-se aos reformistas, os quais vencem as eleições de 11 de abril de 1869.
Peranta a nova composição parlamentar, e apesar do seu ímpeto reformista, o governo foi exonerado a 11 de agosto de 1869, abrindo espaço para a uma nova solução governativa, desta feita tendo como presidente o duque de Loulé. O novo governo, o 30.º governo da Monarquia Constitucional, continuou a ser vigorosamente combatido pelo conde de Peniche, a que se aliaram o duque de Saldanha, Lobo de Ávila e outros pesos pesados da direita parlamentar. Evoluindo da oposição parlamentar para o golpismo, este grupo, sob a liderança nominal de Saldanha, conseguiu derrubar o governo por meio de uma revolta que ocorreu a 19 de maio de 1870, que ficaria conhecida pela Saldanhada, que ao triunfar deu origem a um governo organizado e presidido pelo marechal Saldanha. Este governo, o 31.º governo da Monarquia Constitucional, foi nomeado a 19 de maio de 1870 (com alguns ministros apenas nomeados no dia 20) e exonerado a 29 de agosto do mesmo ano.
Foi um governo exercido em ditadura, isto é com o parlamento suspenso, e nele entrou o conde de Peniche, na pasta das Obras Públicas, Comércio e Indústria, embora nomeado apenas em 26 de maio de 1870 dada a generalizada rejeição que a sua presença no governo criava entre a classe política. Ainda assim, entre os ministros estavam figuras bem conhecidas da direita parlamentar, entre as quais António Rodrigues Sampaio, José Dias Ferreira, D. António da Costa de Sousa de Macedo e D. Luís da Câmara Leme.
O conde de Peniche que inicialmente havia rejeitado o título de marquês de Angeja, acabou por o aceitar, o que lhe foi concedido por decreto de 19 de maio de 1870. Sucedia naquele título a uma sua prima afastada, D. Maria do Carmo de Noronha, 7.ª marquesa de Angeja, filha do 6.º marquês, D. João de Noronha, falecida no estado de solteira. Nesse mesmo mês de maio de 1870, reformistas e penicheiros abandonaram a Câmara dos Deputados, acusando o presidente daquela Câmara de lhes coartar a liberdade de expressão.
Apesar de ter aceitado a pasta das Obras Públicas, o conde de Peniche manteve-se em constante atrito com os colegas do governo, pelo que a 1 de agosto de 1870 abandonou o executivo, sendo de imediato nomeado ministro plenipotenciário em Bruxelas e Haia, uma solução que permitia ao governo promover sem escândalo o seu afastamento de Lisboa. Apesar disso, o governo não sobreviveu e o governo foi derrubado por novo putsch, a que se seguiu o 32.º governo da Monarquia Constitucional, um governo de transição que tomou posse a 29 de agosto para preparar novas eleições.
Entretanto, o conde de Peniche partiu para o seu posto diplomático, apresentando-se em Bruxelas a 24 de setembro de 1870 e em Haia a 22 de outubro do mesmo ano. Contudo, o seu afastamento da política portuguesa durou pouco, pois voltou a 10 de março de 1871 da sua comissão diplomática, sendo de imediato colocado na disponibilidade. 
Voltou à atividade golpista, sendo um dos líderes da tentativa de golpe de estado que deveria ter eclodido a 22 de julho de 1872 contra o governo presidido por Fontes Pereira de Melo, o 34.º governo da Monarquia Constitucional. O movimento militar não chegou a sair à rua, dado que o Governo tomara rigorosas medidas de prevenção, mobilizando as tropas. A chefia militar do movimento cabia ao general Cruz Sobral. Fontes Pereira de Melo mandou prender, além do conde de Peniche e do general Cruz Sobral, António Joaquim Vieira de Magalhães (o conde de Magalhães) e Carlos Ramiro Coutinho (o visconde de Ouguela), entre outros. O incidente ficou conhecido por A Pavorosa.
Em consequência desta intentona, em novembro do mesmo ano foi acusado na Câmara dos Pares de ter cometido crimes contra a Carta Constitucional, sendo aquela câmara constituída em tribunal de justiça para o julgar sob a acusação ter sublevado o Exército. Condenado a uma pena de prisão, o conde de Peniche passou então à clandestinidade, provavelmente em Espanha e França. Esta situação de reterado golpismo e de perigoso populismo levou o governo a tomar medidas enérgicas contra o grupo revolucionário em que o conde de Peniche estava envolvido, o que lhe valeu cinco anos de exílio, permanecendo no estrangeiro de 1872 a 1877. 
Em 1877 o duque de Ávila concedeu-lhe uma amnistia. Regressou do exílio no estrangeiro e desde então retirou-se da política, falecendo em 1 de junho de 1881, com 61 anos de idade. 
Foi 10.º Soberano Grande Comendador do Supremo Conselho afeto ao Grande Oriente Lusitano e 4.º grão-mestre do Grande Oriente de Portugal entre 1863 e 1865. Entre muitas outras horarias e distinções, foi comendador da Ordem de Cristo, pelos serviços de seu pai, D. Manuel Lourenço de Almeida e Noronha (1788 — 1824), na Guerra Peninsular como ajudante de ordens do marechal Beresford, e grã-cruz da Ordem de Carlos III de Espanha, condecoração que lhe foi concedida enquanto foi ministro.

## Casamento e descendência
Sucedeu na casa de seu pai a 10 de março de 1824, e nos morgados de Vila Verde e outros a sua tia, D. Francisca Xavier, filha do 4.º marquês de Angeja, e irmã do 5.º marquês do mesmo título, a qual casara com o 1.° marquês de Chaves e 2.º conde de Amarante, Manuel da Silveira Pinto da Fonseca Teixeira. Casou em Lisboa, Lumiar, a 30 de novembro de 1844, com Maria Antónia do Vadre Raposo de Andrade de Sousa d'Alte Espargosa (Lisboa, Pena, 25 de Dezembro de 1826 — 12 de Setembro de 1883), filha de José Maria Raposo de Andrade e Sousa Alte Espargosa, fidalgo cavaleiro da Casa Real, por sucessão a seus maiores, tenente da Guarda Real dos Archeiros, comendador da Ordem de Cristo, proprietário e administrador de vários vínculos, e de sua mulher D. Maria Carlota do Vadre de Almeida Castelo Branco. Foi pai de: 
- D. Manuel Gaspar de Almeida Noronha Portugal Camões Albuquerque Moniz e Sousa (Azambuja, Manique do Intendente, 29 de agosto de 1845 — 16 de dezembro de 1901), 9.º marquês de Angeja. Não casou. Teve uma filha natural de Maria Catarina:
  - D. Maria de Almeida e Noronha (Azambuja, Manique do Intendente, 4 de Abril de 1881 — ?), casada na Azambuja, Manique do Intendente, a 19 de Fevereiro de 1898 com João Marcelino Pinheiro da Veiga de Azevedo (Lisboa, 1874 — ?), filho de Jerónimo de Azevedo e de sua mulher Cândida Vital Pinheiro da Veiga, com descendência
- D. Caetano Gaspar de Almeida e Noronha (12 de janeiro de 1847 — 2 de novembro de 1879)
- D. António Gaspar de Almeida e Noronha (12 de julho de 1851 — 25 de agosto de 1880)
- D. Maria Isabel de Almeida e Noronha (12 de abril de 1854 — 17 de dezembro de 1878)
- D. José Gaspar de Almeida e Noronha (Lisboa, Socorro, 17 de Maio de 1856 — Santarém, Marvila, 19 de dezembro de 1922), casado com Mariana de Melo Ferreira Roquette (5 de junho de 1825 — 10 de janeiro de 1920), com descendência
- D. Isabel Maria do Carmo de Almeida e Noronha (Lisboa, Socorro, 25 de jevereiro de 1860 — Lisboa, Santa Catarina, 11 de Julho de 1892), casada em Lisboa, São Mamede, a 30 de janeiro de 1888 com seu primo Joaquim Maria da Costa Macedo (Santarém, São Vicente do Paul, 5 de Março de 1856 — Lisboa, Encarnação, 15 de maio de 1916), com descendência
- D. Fernando Gaspar de Almeida e Noronha (24 de Junho de 1862 — ?)
- D. Pedro de Almeida Noronha Portugal Camões Albuquerque Moniz e Sousa (11 de novembro de 1865 — Quelimane, 27 de julho de 1908), 11.º Conde de Vila Verde, casado em Santarém, Salvador, a 22 de fevereiro de 1900 com sua prima Maria Isabel de Santa Marta do Vadre de Mesquita (Funchal, Sé, 25 de janeiro de 1870 — Lisboa, 22 de fevereiro de 1900), única filha do 3.º visconde de Andaluz e neta materna do 1.º barão da Conceição, com descendência
- D. Maria da Assunção de Almeida e Noronha (Lisboa, Socorro, 9 de novembro de 1866 — 14 de junho de 1959), casada em Lisboa, São Mamede, a 10 de maio de 1894 com Guilherme de Abreu Bacelar da Cunha Reis (Braga, 8 de janeiro de 1864 — Lisboa, Santa Isabel, 7 de junho de 1938), com descendência